# Кастелар Гуидобоно
Кастела̀р Гуидобо̀но (на италиански: Castellar Guidobono; на пиемонтски: El Castlà Guidbòu, Ъл Кастъла Гуидбоу) е село и община в Северна Италия, провинция Алесандрия, регион Пиемонт. Разположено е на 144 m надморска височина. Населението на общината е 422 души (към 2010 г.).